# Feios
Feios är en kyrkby i Viks kommun i Vestland fylke i västra Norge. Byn ligger vid fylkesväg 5602, på den södra sidan av Sognefjorden. Här finns Feios kyrka.
Tidigare har byn tillhört dåvarande Leikangers kommun.

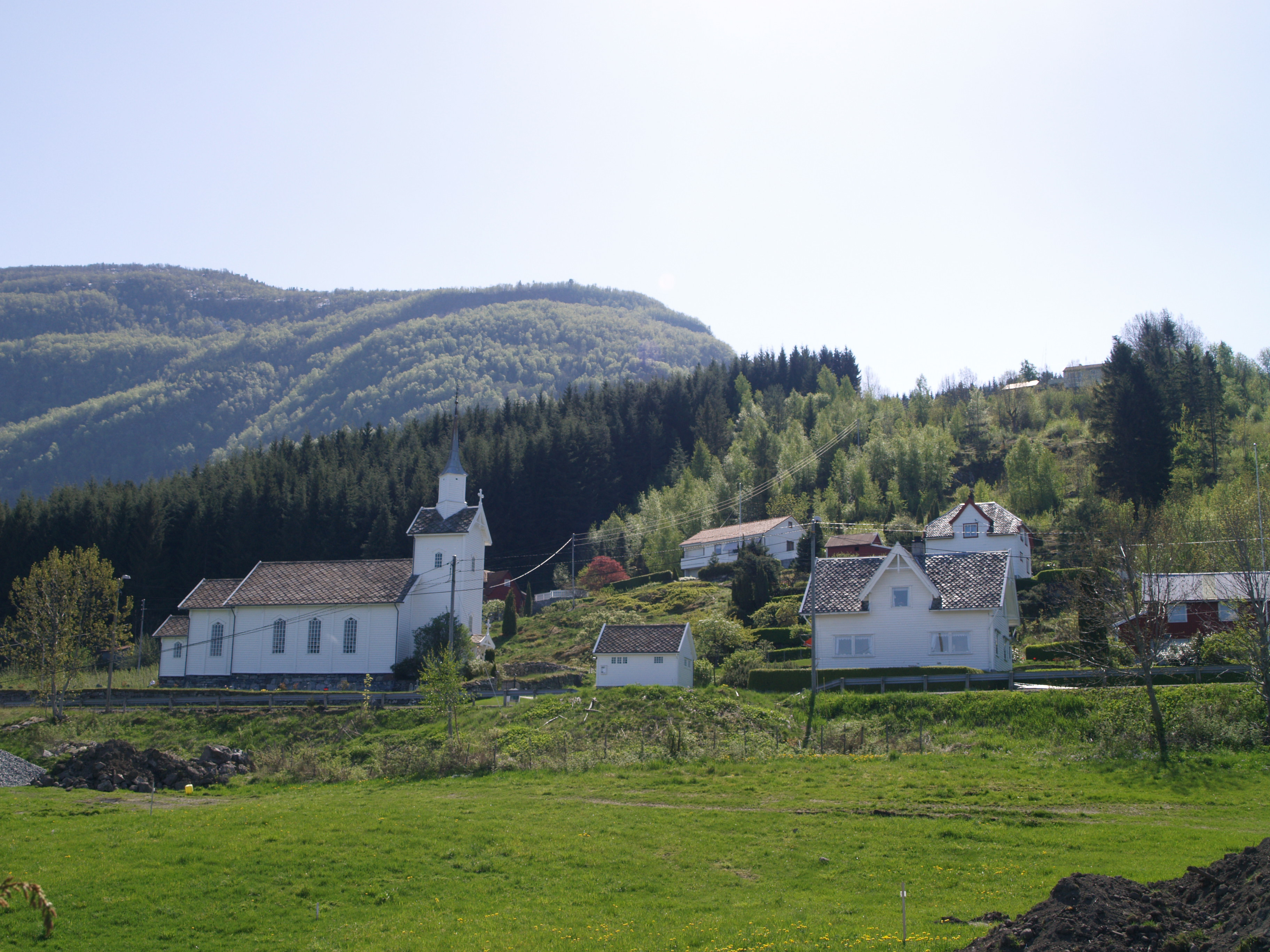
Feios kyrka.